# Cyril Horáček

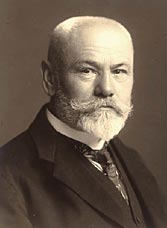
Cyril Horáček

Cyril Horáček (* 7. November 1862 in Horní Počernice, heute Ortsteil Prag 20; † 9. Mai 1943 in Prag) war ein tschechoslowakischer Jurist, Ökonom und Politiker und Finanzminister.

## Leben, politische Karriere
Cyril Horáček besuchte ein Gymnasium im Clementinum in der Prager Altstadt, ab 1881 studierte er Jura an der juristischen Fakultät der Karls-Universität Prag. Nach dem Studium arbeitete Horáček als Anwalt, danach studierte er Volkswirtschaft. 1889–1902 war er Sekretär in der Stadtsparkasse in Prag. 1902 wurde er, nachdem er habilitiert hatte, zum außerordentlichen Professor und 1907 zum Professor für die Volkswirtschaft an der Karls-Universität ernannt. 1908–1909 war er Dekan der juristischen Fakultät und  1923–1924 Rektor der Universität.
Horáček war in folgenden politischen Parteien aktiv:
- Národní strana (Nationalpartei)
- Česká strana pokroková (Tschechische Fortschrittspartei, sog. Realistische Partei)
- Českoslovanská strana agrární (RSZML, sog. Agrarpartei)

Horáček übte folgende politische und Regierungsfunktionen aus:
- 1918–1920 Abgeordneter der (so genannten revolutionären) Nationalversammlung
- 1920–1925 Mitglied des Senats (Teilweise Vorsitzender des Senats)
- 1919 Finanzminister in der Regierung Vlastimil Tusar I